# Cristóvão de Mendonça
Pour les articles homonymes, voir Mendonça.
Cristóvão de Mendonça est un marin et homme d'État portugais qui vécut au XVe siècle et explora l'Est de l'Afrique et le Sud-Est de l'Asie.

## Biographie
Son histoire n'est connue que par un nombre de sources portugaises limitées, notamment par João de Barros. Barros était l'un des premiers grands historiens portugais, qui se rendit surtout célèbre par son livre Décadas da Ásia, une histoire des explorations portugaises en Inde et en Asie publiée entre 1552 et 1615. Barros mentionne que Cristóvão de Mendonça était le fils d'un certain Pedro de Mendonça de Mourão mais n'indique pas son année de naissance. Les archives de la Torre do Tombo à Lisbonne révèlent qu'il est né en 1475, mais beaucoup de détails sur sa vie furent passés sous silence pour des raisons politiques.
Mendonça est cité par Barros comme un capitaine de navire qui quitta Lisbonne en 1519. Il avait pour mission de rechercher Magellan puis les îles d'Or de Marco Polo. Cette histoire est probablement vraie et les îles sont probablement les îles Al Hallaniyat et Masirah, toutes deux situées dans le golfe Persique, où se trouvaient d'anciennes mines d'or. Mendonça a dirigé une flotte de trois caravelles qui a longé les côtes de l'Australie dans les années 1521 à 1524. Une de ses caravelles, la Mahogany, se serait échouée près de Warrnambool. Cette découverte aurait été passée sous silence en raison du traité de Tordesillas qui réservait l'exploration de cette région à l'Espagne.
Mendonça prit par la suite la capitainerie d'Ormuz à partir de 1527. Cependant cette date n'est probablement pas exacte car il fut nommé capitaine d'Ormuz après sa découverte de l'Australie (la grande Java) en 1522. Il mourut là en 1532 et fut probablement enterré dans un des forts de la région.